# Welcome (album)
Welcome – ósmy album studyjny polskiej grupy rockowej SBB wydany przez zachodnioniemiecką wytwórnię płytową Spiegelei-Intercord, a nagrany w studiu Polskiego Radia w Opolu. Nakład 1.000szt. Uważany jest za jedno z największych osiągnięć grupy.

## Spis utworów
| 1. | "Walkin’ Around The Stormy Bay" (Skrzek)           | 6:31  |
|    |                                                    |       |
| 2. | "Loneliness" (Skrzek, Brodowski)                   | 5:25  |
|    |                                                    |       |
| 3. | "Why No Peace" (Skrzek, Drasch)                    | 6:03  |
|    |                                                    |       |
| 4. | "Welcome Warm Nights And Days" (Skrzek, Brodowski) | 3:02  |
|    |                                                    |       |
| 5. | "Rainbow Man" (Skrzek, Drasch)                     | 3:38  |
|    |                                                    |       |
| 6. | "How Can I Begin" (Skrzek, Drasch)                 | 7:00  |
|    |                                                    |       |
| 7. | "Last Man At The Station" (Skrzek, Drasch)         | 9:28  |
|    |                                                    |       |
|    |                                                    | 41:07 |
|    |                                                    |       |

## Skład zespołu
- Józef Skrzek – śpiew, gitara basowa, instrumenty klawiszowe, harmonijka, dzwony rurowe, kotły, marimba, gogofon
- Antymos Apostolis – gitary, perkusja, instrumenty perkusyjne
- Jerzy Piotrowski – perkusja